# Élisabeth de Balicourt
Élisabeth de Balicourt est une actrice française née à une date inconnue et décédée en 1746.

## Biographie
Elle débute à la Comédie-Française en 1727. 
Sociétaire de la Comédie-Française en 1728. 
Retraitée en 1738.